# Жума (Жамбылская область)
Жума́ (каз. Жұма) — станция в Жамбылском районе Жамбылской области Казахстана, входит в состав Орнекского сельского округа. Код КАТО — 314049300.

## География
Станция расположена в северо-западной части Жамбылского района на железнодорожной магистрали «Тараз — Жанатас» в 20 километрах к северо-западу от районного центра села Аса, на восточных границах административного центра сельского округа села Орнек. Соседние населённые пункты: Орнек к западу, Ерназар в 7 километрах к северо-западу. Транспортное сообщение осуществляется автодорогой «Аса — Каратау». Высота центра населённого пункта — 465 метров над уровнем моря.

## Население
| Численность населения | Численность населения | Численность населения |
| 1989                  | 1999                  | 2009                  |
| --------------------- | --------------------- | --------------------- |
| 240                   | ↗283                  | ↗284                  |